# Cletodes spinulipes
Cletodes spinulipes is een eenoogkreeftjessoort uit de familie van de Cletodidae. De wetenschappelijke naam van de soort is voor het eerst geldig gepubliceerd in 1967 door Por.